# Зарудко Ігор Миколайович
Ігор Миколайович Зарудко (нар. 20 липня 1986, Харків) — український письменник (поет, прозаїк), громадський та культурний діяч. Активно бере участь у розвитку літературного життя Харкова.

## Літературна творчість
У 2008 році посів перше місце у регіональному відбірковому турі всеукраїнського конкурсу поезії «Молоде вино» від видавництва «Смолоскип», у тому році став одним із п'яти лауреатів у фіналі у Києві.
Його твори друкували у періодичних виданнях (журнал ШО, Креатив та ін.), учасник поетичної відеоантології «Римовані міста». Деякі поетичні твори перекладені німецькою мовою.
Співупорядник (разом з Оленою Рибкою та Катериною Каруник) поетичної антології харківського покоління 2010-ків «Парк Горького Періоду».
Автор любовно-авантюрного роману «Матадор. Нотатки авантюриста».
Учасник великої кількості всеукраїнських та міжнародних фестивалів (Meridian Czernowitz, Форум видавців у Львові, Йогансен-fest, De libertate та ін.), також виступав у Німеччині (Берлін) та Польщі (Краків).
Гравець літературної збірної України з футболу.